# Pazifische Miesmuschel
Die Pazifische Miesmuschel (Mytilus trossulus) ist eine Muschel-Art aus der Familie der Miesmuscheln (Mytilidae). Sie ist eine der drei einander sehr ähnlichen Arten der Mytilus-edulis-Gruppe. Der Artstatus der drei Arten und besonders der Pazifischen Miesmuschel wurde oft kontrovers diskutiert, jedoch behalten alle drei Mytilus-Arten ihre genetische Identität trotz gelegentlicher Hybridisierungen zwischen den Arten bei. Die Pazifische Miesmuschel kann nur durch Allozym-Elektrophorese-Untersuchungen und molekularbiologische Untersuchungen von der Gemeinen Miesmuschel (Mytilus edulis) unterschieden werden. Die Pazifische Miesmuschel ist eher an niedrige Salinitäten angepasst und kommt auch in der Ostsee vor. Sie wurde dort bis in die 1990er Jahre als Gemeine Miesmuschel (Mytilus edulis) bezeichnet.

## Merkmale
Das gleichklappige Gehäuse ist im Umriss länglich-dreieckig, trapezoidal oder keilförmig („mytiliform“). Es ist vorne stark bauchig und wird bis 10 Zentimeter lang, in der Ostsee sind die Exemplare meist deutlich kleiner. Der Wirbel sitzt am Vorderende. Der Gehäuserand mit dem Ligament („Dorsalrand“) ist lang und gerade bis leicht gebogen. Der Hinterrand ist zunächst gerade bis schwach gebogen, das Hinterende ist enger gebogen. Der Ventralrand ist gerade, leicht konvex bis leicht konkav. Das Vorderende (= Wirbel) ist eng gebogen; das Gehäuse bildet aber keinen „Haken“. Der innere Gehäuserand ist glatt. Das Ligament liegt extern, ist jedoch eingesenkt, und erstreckt sich über zwei Drittel des „Dorsalrandes“. Das Schloss hat drei kleine, senkrecht zur Außenlinie stehende Zähnchen. Gehäuseform und Größe sind sehr variabel und auch stark abhängig von ökologischen Faktoren. Die zwei Schließmuskeln sind sehr ungleich groß. Der vordere Schließmuskel sitzt unmittelbar am Vorderrand unterhalb des Vorderendes. Es ist sehr klein, und die Ansatzstelle ist nur undeutlich zu sehen. Der hintere Schließmuskel ist dagegen sehr groß und bildet zusammen mit dem Byssusretraktormuskel einen sehr großen einheitlichen Muskelabdruck direkt innerhalb der Mantellinie.
Die Ornamentierung der Gehäuseaußenseite besteht aus schwachen konzentrischen Anwachsstreifen und geringfügig gröberen Linien, die während Wachstumsunterbrechungen gebildet wurden. Die Schale ist dünn und spröde. Die dickere äußere Lage der mineralischen Schale besteht aus prismatischem Kalzit. Die dünnere innere Lage ist aus Blättchen von aragonitischem Perlmutt aufgebaut. Das dünne Periostracum haftet fest an der mineralischen Schale und blättert nicht ab. Es ist blau-schwarz bis dunkelbraun gefärbt, und unbehaart.

### Ähnliche Arten
Die Pazifische Miesmuschel ist von der Gemeinen Miesmuschel (Mytilus edulis) anhand von äußeren Gehäusemerkmalen nicht zu unterscheiden. Im Weißen Meer kommen die beiden Arten sympatrisch vor. Hier haben etwa 80 % der Exemplare der Pazifischen Miesmuschel einen deutlichen, nicht unterbrochenen dunklen Prismastreifen unter dem Ligament, während 97 % der Exemplare der Gemeinen Miesmuschel dieses Merkmal nicht haben. Ob dieses Merkmal auch bei anderen Populationen benutzt werden kann, um zumindest typische Exemplare mit großer Wahrscheinlichkeit zu unterscheiden, ist nicht bekannt.
Die beiden Arten können ansonsten nur durch Allozym-Elektrophorese (seit den 1980er Jahren) und molekularbiologische Untersuchungen (ab etwa 2000) sicher unterschieden werden. Vor allem in ökologischen Untersuchungen wurde lange Zeit nach 1980 weiterhin nicht zwischen den zwei Arten unterschieden, sondern Mytilus trossulus weiterhin unter Mytilus edulis subsumiert. Daher ist das Verbreitungsgebiet der beiden Arten und auch der sehr ähnlichen Mittelmeer-Miesmuschel immer noch nicht sicher bekannt. Pazifische Miesmuschel und Gemeine Miesmuschel haben sich vermutlich schon im Pliozän voneinander getrennt.
Die Mittelmeer-Miesmuschel (Mytilus galloprovincialis) unterscheidet sich zumindest bei der großen Mehrzahl der Exemplare durch das etwas breitere Gehäuse (im Verhältnis zur Länge), den spitzeren Wirbel und den deutlichen „Haken“, den der spitze Wirbel im Verhältnis zum Ventralrand bildet.

## Geographische Verbreitung und Lebensweise
Die Art ist hauptsächlich an der Westküste Nordamerikas, ab etwa Höhe San Francisco bis in die Arktis, in der Barentssee, an der Ostküste von Kanada, Nordgrönland und in der Ostsee verbreitet. An der Westküste von Nordamerika schließt sich südlich von San Francisco das Verbreitungsgebiet der eingeschleppten Art Mytilus galloprovincialis an, das früher noch Verbreitungsgebiet von Mytilus trossulus war. 
Kleinere Populationen, entweder durch Verschleppung oder auch als glaziale Relikte gibt es an der Westküste Schottlands (Loch Etive), Westnorwegen, Nordnorwegen, im Weißen Meer und Island. Im Weißen Meer kommen die Gemeine Miesmuschel (Mytilus edulis) und die Pazifische Miesmuschel gemeinsam (sympatrisch) vor. Die sind dort jedoch auch überwiegend ökologisch getrennt. Die Pazifische Miesmuschel kommt mehr in den Häfen vor. Populationen mit Hybriden sind immer dominiert durch artlich-reinrassige Exemplare, die Hybriden erreichen nur etwa 18 % der Population. Die Pazifische Miesmuschel bevorzugt Algensubstrate, während die Gemeine Miesmuschel mehr direkt auf dem Substrat aufliegt. 
In Schottland und auch in der Ostsee sowie im ursprünglichen Verbreitungsgebiet ist die Pazifische Miesmuschel auf Meeresbereiche mit eher niedriger Salinität beschränkt.

## Taxonomie
Das Taxon wurde 1850 von Augustus Addison Gould in die wissenschaftliche Literatur eingeführt. Das Typmaterial stammte von Killimook, Puget Sound, Oregon. Die MolluscaBase verzeichnet folgende Synonyme: Mytilus edulis declivis Petrov, 1982, Mytilus edulis kussakini Scarlato & Starobogatov, 1979, Mytilus edulis latissimus Carpenter, 1857, Mytilus edulis normalis Carpenter, 1857, Mytilus ficus Dall, 1909, Mytilus glomeratus Gould, 1851, Mytilus pedroanus Conrad, 1855 und Mytilus septentrionalis Clessin, 1887.
Nach molekularbiologischen Untersuchungen ist Mytilus trossulus nicht sehr eng mit Mytilus edulis und Mytilus galloprovincialis verwandt, sondern ist die Schwesterart von Mytilus californianus.

## Belege

### Online
- Marine Bivalve Shells of the British Isles: Mytilus trossulus Gould, 1851 (Website des National Museum Wales, Department of Natural Sciences, Cardiff)